# Populus candicans
Populus candicans là một loài thực vật có hoa trong họ Liễu. Loài này được Aiton miêu tả khoa học đầu tiên năm 1789.